# Gibberula lalaina
Gibberula lalaina is een slakkensoort uit de familie van de Cystiscidae. De wetenschappelijke naam van de soort is voor het eerst geldig gepubliceerd in 2012 door Bozzetti.